# 戴立林
戴立林（Delille Ernest，1932年2月29日—2005年12月13日），比利時方濟會神父，到臺灣後，在臺北縣瑞芳鎮免費教導當地兒童舞蹈，創立育化民族舞蹈團至各國表演。

## 生平

### 到臺傳教
戴立林出生於比利時林堡省马斯梅赫伦，中學時受神父演講影響而嚮往到中國傳教，1953年加入方濟會，畢業時因中國大陸已被共產黨統治而轉至臺灣。
1961年，戴立林到新竹華語學校研讀中文。學習兩年中文後，他先派往內湖方濟中學服務，1968年調任擔任瑞芳鎮金瓜石和九份天主堂本堂神父。在教會協助下，他先後成立了育化、金星和海星幼稚園，並從園童表演中認識了中國民族舞蹈。他見金瓜石、水湳洞的孩童從事的課外活動不多，故想成立舞蹈班提供礦區小朋友學習民族舞蹈。他於1969年在九份成立育化舞蹈班，用教會經費聘請舞蹈老師免費指導孩童學舞。首屆舞蹈老師是謝惠蓉，多年在基隆地區教導。

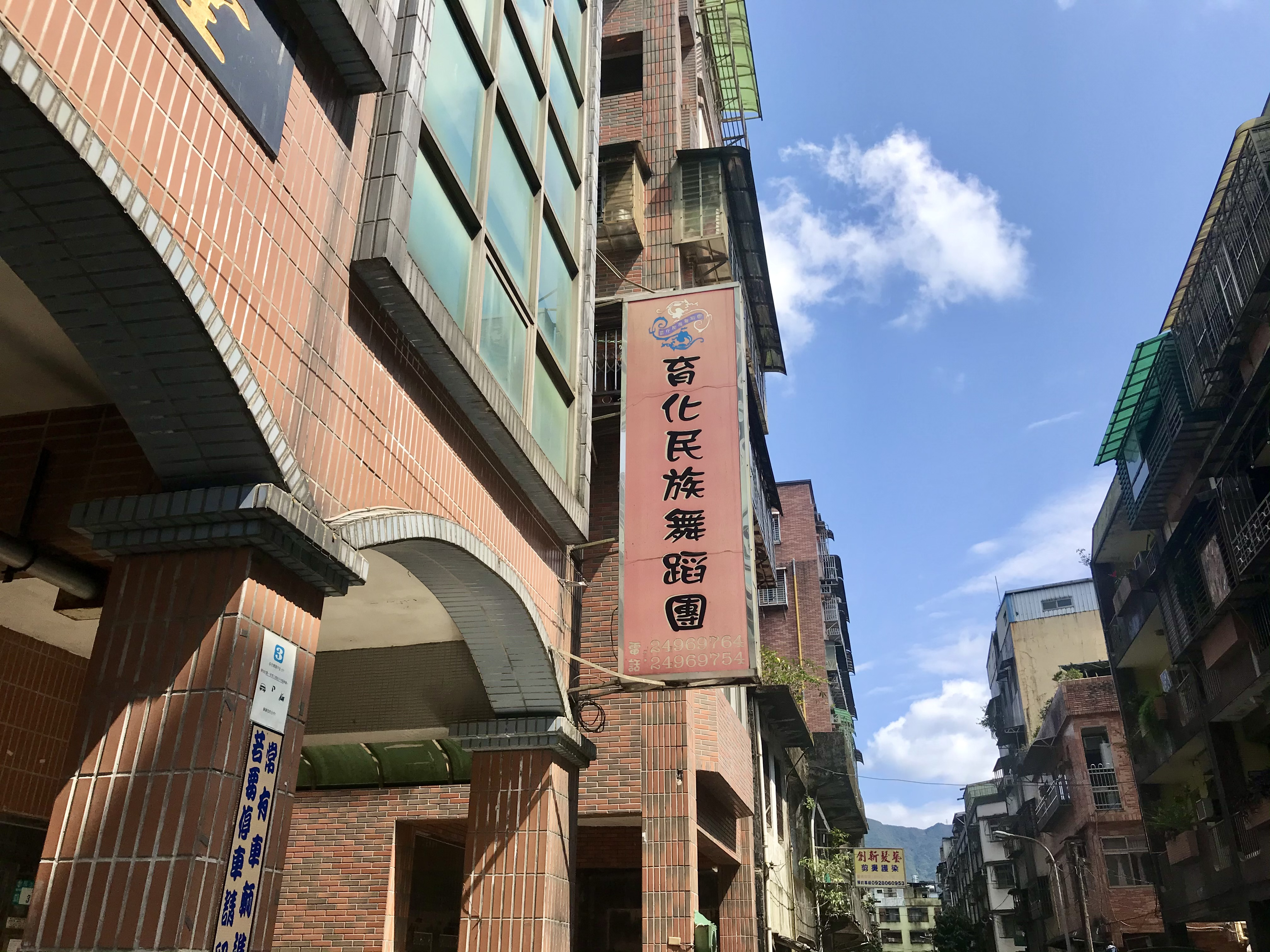
育化民族舞蹈團招牌

### 國外表演
在舞蹈班創立四年後，由於戴立林很想把臺灣介紹給家鄉，便透過教會支持，1973年帶領八位七歲至九歲的孩童前往比利時演出，本只安排三場演出，但受歡迎，共演出六十幾場，此後開始擔任臺灣文化外交的任務。舞蹈班在1980年代擴張至舞蹈團，英文團名「The Litte Flowers of Taiwan」。出國團員由瑞芳地區各國民中、小學生組成。孩童只需負責自己的服裝費用，其餘經費由天主教教友捐獻。1984年報導時，舞蹈團十二年來已到過歐、澳二十餘個國家，表演過三百餘場舞蹈。1989年7月25日到9月14日，戴立林領隊舞蹈團，遠赴南非共和國、史瓦帝尼、留尼旺島等地，以五十天表演五十一場
受戴立林的舞蹈團交流影響，瑞芳自1981年起，陸續與比利時的比爾曾、拉納肯、馬斯梅赫倫三鎮市締結姊妹鎮，彼此多次走訪交流。像是戴立林的家鄉馬斯梅赫倫的鎮長是自己同學，他便藉此關係，促進瑞芳鎮與家鄉促成姊妹鎮。

### 晚年生活
除戴立林曾獲若望保祿二世、總統李登輝、陳水扁接見外，2000年時還獲比利時的利奧波德二世勳章（Order of Leopold II）騎士等級。
戴立林在2005年5月時說，自己身體還行，準備把工作重點放在原住民舞蹈推展及教育上，等身體差了才退休回比利時。但該年11月中旬，他入住三軍總醫院，12月13日中午因肺病病逝該院，未留遺言。
2006年1月14日，瑞芳國小舉行告別式，天主教台北教區總主教鄭再發擔任主禮，比利時台北辦事處主任閔子雍（Hugues Mignot）、原住民委員會副主委夷將·拔路兒、瑞芳鎮長顏世雄都出席公祭。靈車繞行九份、金瓜石和水湳洞後，下葬桃園大溪方濟會墓園。

## 身後
至2019年時，育化民族舞蹈團已至二十五個國家、演出逾六百場。2022年2月26日到4月9日，戴立林文化藝術基金會、天主教育化民族舞蹈團、台灣藝術創生文化基金會、瑞芳老街文化觀光推展協會在瑞芳旅遊客廳舉辦戴立林及育化民族舞蹈團的特展。

## 外部連結
- 天主教育化民族舞蹈團的Facebook專頁